# Ricardo (football, 1977)
Pour les articles homonymes, voir Ricardo.
Ricardo Cavalcante Ribeiro, plus communément appelé Ricardo, est un footballeur brésilien né le 23 février 1977.